# John Mayer
John Clayton Mayer (Bridgeport, Connecticut, 16 de octubre de 1977), conocido simplemente como John Mayer, es un guitarrista, cantante, compositor y productor discográfico estadounidense. Se crio en Bridgeport, Connecticut, y cursó sus estudios en los Estados Unidos, donde refinó sus conocimientos musicales y comenzó a conseguir atención mediática y cierto seguimiento. Sus dos primeros álbumes de estudio, Room for Squares y Heavier Things, tuvieron bastante éxito comercial, ambos consiguiendo ser certificados multiplatino. 
Comenzó su carrera tocando rock góspel acústico, acercándose poco a poco hacia el género del blues, llegando a colaborar en 2005 con artistas como B. B. King, Buddy Guy y Eric Clapton y formando el John Mayer Trio. La influencia del blues es patente en su álbum Continuum, lanzado en septiembre de 2006. Ganó el premio Grammy en la categoría de mejor álbum vocal pop por Continuum y el de mejor interpretación vocal pop masculina por "Waiting on the World to Change" en la gala número 49 de los premios Grammy de 2007. Battle Studies, su cuarto disco de estudio, salió al mercado en noviembre de 2009.
La carrera de Mayer se ha extendido hasta abarcar comedia de stand-up. También se dedica a actividades filantrópicas a través de su propia fundación, "Back to You". Además, desde 2006, debido a una serie de relaciones personales, ha aparecido con cierta asiduidad en las revistas de la prensa rosa.

## Primeros años
Mayer nació el 16 de octubre de 1977 en Bridgeport, Connecticut. Sus padres son Margaret, profesora de inglés, y Richard, director de una escuela secundaria ambos asistentes a una iglesia cristiana. Creció en Fairfield, Connecticut, siendo el segundo de tres hermanos. Mayer es judío por la parte de su padre . Criándose en Fairfield, Mayer se hizo amigo del tenista profesional James Blake. Asistió a la escuela de secundaria allí, a pesar de estar también matriculado en el Center for Global Studies de Brien McMahon High School de Norwalk, donde estudiaba japonés. En una entrevista concedida al programa Late Night with Conan O'Brien, Mayer dijo que tocó el clarinete un tiempo, con pocos progresos. Después de ver la interpretación de guitarra de Michael J. Fox como Marty McFly en Back to the Future, Mayer se fascinó por el instrumento y cuando cumplió trece años, su padre le consiguió una.
Poco después, un vecino le regaló un casete con música de Stevie Ray Vaughan, lo que comenzó el intenso gusto de Mayer por la música blues. Mayer comenzó a recibir clases de manos del dueño de una tienda de guitarras de la zona, y rápidamente se obsesionó con el instrumento. Su obsesión preocupó a sus padres, por lo cual le llevaron en dos ocasiones a un psiquiatra. Mayer ha dicho que las constantes discusiones entre sus padres le llevaron a "desaparecer y crear un mundo propio en el que creer". Después de dos años practicando, comenzó a tocar en bares de blues y otras salas de concierto de la zona, compaginándolo con sus estudios de secundaria. Además de tocar en solitario, tocaba con una banda llamada Villanova Junction (por una canción de Jimi Hendrix) junto a Tim Procaccini, Joe Beleznay y Rich Wolf. Mayer llegó a considerar abandonar los estudios para dedicarse en pleno a la música, pero la desaprobación de sus padres finalmente le disuadió.
A los diecisiete años, sufrió una arritmia cardíaca, por la cual estuvo una semana hospitalizado. Meditando sobre el incidente, Mayer dijo: "Ese fue el momento en el que el compositor que llevaba dentro nació en mí", y escribió sus primeras letras la misma noche en que salió del hospital. Poco después de este incidente, comenzó a sufrir ataques de pánico, y vivió con el temor de terminar ingresado en una institución mental. Sigue sufriendo de ansiedad y lo combate con Xanax, un medicamento antiansiedad. Tras graduarse, trabajar quince meses en una gasolinera, vender una guitarra Takamine de 12 cuerdas y un pedal de efectos Mesa juntó suficiente dinero para comprarse una Stratocaster Stevie Ray Vaughan de 1996 (siendo este su instrumento principal hasta la llegada del segundo álbum), a la cual le cambió el neck plate trasero por uno con sus iniciales.

## Carrera

### Comienzos
John Mayer se matriculó en la Berklee College of Music de Boston, Massachusetts, a los diecinueve años de edad. No obstante, la insistencia de su amigo de estudios oriundo de Atlanta, Georgia, Clay Cook, lo llevó a abandonar el colegio después de dos semestres para instalarse en Atlanta junto a Cook. Allí formaron un dúo llamado LoFi Masters y comenzaron a tocar en cafeterías de la zona y en salas de conciertos como Eddie's Attic. Según Cook, comenzaron a tener diferencias musicales debido al deseo de Mayer de acercarse más a la música pop. Como resultado, se separaron, y Mayer comenzó su carrera en solitario.
Con la ayuda del productor e ingeniero local Glenn Matullo, Mayer grabó un EP independiente titulado Inside Wants Out. Muchas de las canciones del EP fueron compuestas junto a Cook, incluyendo el primer sencillo de Mayer, "No Such Thing". EL EP consta de ocho canciones con Mayer aportando guitarras y la voz principal. Sin embargo, Mayer sólo cantó en la canción "Comfortable". Para la primera pista del disco, "Back To You", contrataron una banda completa, incluyendo al coproductor del EP, David "DeLa" LaBruyere, como bajista. Después de la grabación, Mayer y LaBruyere tocaron juntos por la zona de Georgia y los estados cercanos.

### Primeros éxitos
La reputación de Mayer comenzó a crecer y gracias a su aparición en el festival South by Southwest consiguió que Aware Records se fijasen en él. Después de incluirle en los conciertos del Aware Festival e incluir sus canciones en las posteriores álbumes recopilatorios del sello, a comienzos de 2001, lanzaron su álbum debut exclusivamente por internet, Room for Squares. En esa misma época, Aware consiguió un contrato con Columbia Records que daba a esta última la opción de firmar contrato con artistas de la compañía, por lo cual, en septiembre de ese mismo año, Columbia remezcló y reeditó el disco. Para este debut en una compañía internacional cambiaron la portada y añadieron la canción "3x5". La reedición también incluye las cuatro canciones de su lanzamiento independiente Inside Wants Out, regrabadas y remasterizadas.
Para finales de 2002, varias canciones de Room for Squares se habían convertido en éxitos radiofónicos, incluyendo "No Such Thing," "Your Body Is a Wonderland" y en última estancia "Why Georgia". En 2003 ganó un premio Grammy en la categoría de mejor actuación pop vocal masculina por "Your Body Is a Wonderland". En el momento de la recepción del mismo dijo: "Esto ha ido muy, muy rápido, y prometo ponerme al día". También comentó de forma figurada que tenía dieciséis años, cosa que llevó a muchos a pensar que realmente era la edad que tenía en ese momento.
En 2003, lanzó un CD/DVD de un concierto de Birmingham, Alabama, titulado Any Given Thursday. El álbum contiene canciones inéditas como "Man on the Side" (coescrita con Cook) "Something's Missing", que después apareció en Heavier Things, "Message in a Bottle" (Cover de The Police) y "Covered In Rain". Según aparece en el documental del DVD, esta última canción es la "segunda parte" de "City Love", que contiene la frase "covered in rain". El álbum llegó al puesto número diecisiete de la lista del Billboard 200. EL CD/DVD recibió elogios cautelosos, aunque consistentes, con los críticos sumidos entre su imagen de ídolo pop, y su (en aquel momento) creciente destreza tocando la guitarra. Erik Crawford (de Allmusic) se preguntó "¿Es el consumado guitarrista que toca una versión de la canción 'Lenny' de Stevie Ray Vaughan, o es el ídolo adolescente por el que chillan las niñas pubescentes después de interpretar 'Your Body Is a Wonderland?'"
En 2003 lanzó su segundo álbum de estudio Heavier Things, que recibió reseñas generalmente positivas. Rolling Stone, Allmusic y Blender tuvieron reacciones positivas, aunque reservadas. PopMatters dijo que "no se le pueden poner muchas pegas, como pensaría uno en un principio". A nivel comercial, el álbum fue un éxito y aunque no vendió tan bien como su predecesor Room for Squares, llegó al primer puesto del Billboard 200. Además, Mayer consiguió su primer número uno en la lista de sencillos con la canción "Daughters", además de recibir un Grammy en 2005 en la categoría de canción del año, superando a artistas como Alicia Keys o Kanye West. Le dedicó el premio a su abuela, Annie Hoffman, fallecida en mayo de 2004. También ganó mejor actuación pop vocal masculina, superando a Elvis Costello, Prince o Seal. En una entrevista del 9 de febrero de 2009 en el programa televisivo The Ellen DeGeneres Show, Mayer llegó a reconocer que no se merecía haber ganado el premio a canción del año, ya que la canción de Alicia Keys, "If I Ain't Got You" era mejor. Debido a esto, se repartió el premio con ella, dándole la parte de arriba del Grammy y quedándose él la parte de abajo. En la edición número 37 del Salón de la Fama de los Compositores celebrada en 2006, se le concedió el Premio Hal David Starlight.
Mayer grabó siete de sus conciertos de la gira estadounidense de 2004, de donde después se lanzaron las grabaciones completas exclusivamente a través de la tienda de iTunes con el título de as/is, refiriéndose a que los errores se incluyen conjuntamente con los buenos momentos. Unos meses después, se compiló un CD de "lo mejor" con el mismo título. El álbum incluye una versión inédita del tema de Marvin Gaye "Inner City Blues (Make Me Wanna Holler)", que incluye un solo del turntablista, DJ Logic. Todas las portadas de los lanzamientos de as/is incluyen dibujos de conejitos antropomórficos.
A medida que se iba haciendo más conocido, su talento comenzó a ser solicitado en otras áreas. Steve Jobs le invitó a actuar en enero de 2004 en la reunión anual Macworld Conference & Expo, mientras Jobs presentaba la nueva aplicación de Apple Inc., GarageBand, convirtiéndose desde entonces en un habitual de esas reuniones. También acompañó a Jobs con un concierto en el Macworld 2007, después de la presentación del teléfono iPhone. Mayer también ha promocionado al BlackBerry Curve y el anuncio en que Volkswagen regalaba guitarras al presentar el New Beetle.[cita requerida]
Durante este tiempo, Mayer comenzó a cambiar en sus intereses musicales. En 2005 hizo varias colaboraciones con varios artistas del blues incluyendo, Buddy Guy, B.B King, Eric Clapton y el artista del jazz, John Scofield. También hizo una gira con el legendario pianista de jazz, Herbie Hancock, lo que incluyó un concierto en el Bonnaroo Music Festival en Mánchester Tennessee.
Con el tiempo, Mayer ha obtenido una reputación de cantante y compositor sensible y meticuloso. También ha estado acompañado por un guitarrista influenciado por los gustos de Jimi Hendrix, Stevie Ray Vaughan, Eric Clapton, Buddy Guy, Freddie King y B.B King. Mayer ha trabajado con muy importantes artistas del blues, incluyendo a Clapton (Back Home, Crossroads Guitar Festival), Guy (Bring 'Em In), Scofield (That's What I Say) y King (80).
El 2008, junto a Fall Out Boy, lanzaron la versión de "Beat It", canción de Michael Jackson, el rey del pop, también incluyeron esta canción al estilo "Rythms del Mundo" en el álbum Rythms del Mundo: Classics. Esta canción está disponible el DVD de Fall Out Boy Live In Phoenix.
Mayer también en una ocasión tocó la canción "When it Rains" de Paramore junto a éstos, en un concierto de la banda al que asistió como invitado en 2008.

### John Mayer Trio
En la primavera de 2005, Mayer formó John Mayer Trio junto al bajista Pino Palladino y el baterista Steve Jordan, a quienes conocía de haber trabajado en sesiones de estudio. El trío se dedicó a tocar una combinación de música blues y rock. En octubre de ese mismo año, el trío teloneó a The Rolling Stones durante su gira de clubes, y en noviembre, lanzaron un álbum en directo llamado Try!, para después tomar un descanso hasta mediados de 2006. En septiembre de 2006, Mayer anunció planes para trabajar en un nuevo disco de estudio en solitario.

### Continuum
El tercer álbum de John Mayer, Continuum, fue lanzado el 9 de septiembre de 2006 en Australia, En Filipinas el 11 de septiembre, el 12 de septiembre en EUA y el 16 de octubre (cumpleaños de John) en el Reino Unido. El disco fue producido por él mismo, con la ayuda del baterista de John Mayer Trio, Steve Jordan. Mayer describe el álbum como una combinación de la música pop y del sentimiento, el sonido y la sensibilidad de la música blues. Dos de las canciones que conforman TRY!, repiten en este disco: la funky "Vultures" y la balada "Gravity (Canción de John Mayer)". John ha dicho sobre su tercer álbum de estudio:
En toda trilogía, el tercer álbum es el que lo cambia todo.
El primer sencillo de Continuum es Waiting on the world to change, hizo su estreno en un programa de radio llamado The Ron and Fez Show y se puede escuchar en su página web .El sencillo fue el tercero más descargado de la semana en la iTunes Store el 11 de julio de 2006, debutó como el #25 en la lista Billboard Hot 100 Chart. El 23 de agosto de 2006, Mayer estrenó el álbum entero en la radio de Los Ángeles estación Star 98.7, dando un comentario a cada canción. El 22 de septiembre de 2006, John hizo una aparición en CSI tocando en vivo las versiones de Waiting on the world to change y otra canción del álbum Continuum, Slow dancing in a burning room.
Últimamente la canción Waiting on the world to change es la música de las promociones de la serie de drama de la cadena americana ABC Cinco Hermanos, cuyas protagonistas son Sally Field y Calista Flockhart.
En los Grammy de 2007, John Mayer estuvo nominado a 5 categorías, de las que ganó dos: Mejor canción Pop masculina y Mejor álbum Pop
En la premiación Grammy 2008, John Mayer fue nominado a mejor cantante pop con su sencillo SAY (banda sonora de la película The Bucket List), ganándole a Paul McCartney, Jason Mraz, James Taylor, entre otros; ganó su única nominación del 2008 (dvs)

### Battle Studies
El 24 de enero de 2009 John Mayer anuncia que entra al estudio para grabar su cuarto disco de estudio, Battle Studies. A su vez inicia un proceso de seguimiento del desarrollo del mismo mediante la creación de un blog, donde poco a poco va colgando letras y videos con información sobre el nuevo disco, y mediante la creación de una cuenta de Twitter que John usará activamente, llegando a ser uno de los más seguidos del mundo.
En lo relativo a la música, John Mayer afirma que para su próximo disco dejará de lado todo lo anteriormente visto en su anterior trabajo, Continuum, y pasará a buscar un nuevo estilo. También explica que el álbum llevará el título de "Battle Studies" porque será una especie de libro de ayuda basado en un poco de experiencia y un poco de advertencia.
El 6 de octubre se lanza de manera oficial el primer sencillo del disco, "Who Says", y, posteriormente, mediante una innovadora técnica de realidad aumentada se lanza el segundo sencillo, "Heartbreak Warfare". Posteriormente el supuesto tercer sencillo del disco, "Half of my Heart", en la cual colabora Taylor Swift, se lanza a través de la página de Pérez Hilton.
El disco tiene un total de 11 temas, y una duración total de 45 minutos. La versión digital de iTunes cuenta con un bonus track exclusivo consistente de una versión de I'm On Fire de Bruce Springsteen.
A Battle Studies le siguió un tour mundial, con un accidentado paso por Europa en el que una indisposición alimenticia obligó al compositor a cancelar una parte importante de sus conciertos. Aun así, Battle Studies ha tenido una gran repercusión mundial que ha llevado la gira a países como Japón, Holanda, Inglaterra, Portugal y eminentemente Estados Unidos.

### Born and Raised
Mayer comienza a trabajar en el nuevo disco en octubre de 2010. El proceso de grabación se alarga más de lo esperado por la aparición de un granuloma en las cuerdas vocales del compositor, cuya cirugía le obliga a retrasar el lanzamiento del disco a mediados del 2012. En febrero de ese mismo año se lanza "Shadow Days", el primer sencillo. El 22 de mayo "Born and Raised" sale a la venta en todo el mundo. La edición digital de itunes cuenta con una canción extra, "Fool to Love You". En julio de 2012 está planeado el lanzamiento de "Queen of California" como segundo sencillo del disco.
A diferencia del resto de su discografía, "Born and Raised" es un disco mucho más acústico que deja de lado la faceta más eléctrica de Mayer. Las canciones hablan de madurez y redención, y de crecer y aceptar el lugar de cada uno en la vida. Mayer se alejó de la vida pública debido a la distorsión que se había creado en torno a su figura causada por sus desafortunadas declaraciones a las revistas Rolling Stone y Playboy Magazine, y esto en última instancia inspiró la temática del disco. Las influencias más directas, admitidas por el propio Mayer, van desde Bob Dylan, Neil Young, Joni Mitchell y Crosby, Stills y Nash, que colaboran en los coros de dos temas en el disco.
Debido a la reaparición del granuloma en sus cuerdas vocales, Mayer tuvo que cancelar la gira de presentación del disco, y deberá someterse a una nueva cirugía y posterior proceso de recuperación que le mantendrán alejado de los escenarios durante un tiempo indefinido. Mayer ha expresado su voluntad de empezar a trabajar en su siguiente disco durante este periodo.

### Paradise Valley
Tras su recuperación luego de una cirugía vocal, Mayer volvió al estudio. El 18 de junio de 2013 anunció en su página de Facebook que su próximo álbum "Paradise Valley" salió a la venta el 13 de agosto de 2013. El mismo día publicó el primer corte del álbum, una canción titulada "Paper Doll", la cual tuvo video musical propio.

### The Search For Everything
En 2017, Mayer busca nuevos aires presentando este álbum que trata rock, algo de blues y una especie de pop. "Still Feel Like Your Man", "Rosie" e "In The Blood" son las canciones más escuchadas del álbum.

### Sob Rock
A principios de 2019, y desde el sencillo musical estrella llamado "New Light", John parte su discografía al buscar nuevos sentidos a su música, a su estilo y al significado que sus canciones transmiten, de aquí nació Sob Rock, producto de tres años en el cual mediante sus canciones Mayer quiere que sus oyentes sientan situaciones y emociones jamás vividas o utópicas, tal como lo confirmó en una entrevista con Zane Lowe para Apple Music en 2021; "Carry Me Away", "Shot In The Dark", "Guess I Just Feel Like" y "Wild Blue" son los sencillos de este álbum lanzado en su totalidad en julio de 2021.

## Vida personal
Es coleccionista de relojes y posee piezas que cuestan decenas de miles de dólares. Mayer también tiene una colección extensa de zapatillas de deporte, estimada (en 2006) en más de 200 pares.
Mayer mantuvo una breve relación en 2002 con Jennifer Love Hewitt, en 2006, bromeó diciendo que nunca llegaron a mantener relaciones sexuales, de lo que se disculpó más adelante con ella por dichos comentarios. Mayer tuvo una relación con Jessica Simpson durante cerca de nueve meses, comenzando en el verano de 2006. Los rumores comenzaron en agosto de ese año con un artículo de la revista People, pero el mayor revuelo fue cuando Mayer y Simpson asistieron a la fiesta del Año Nuevo de Christina Aguilera juntos en Nueva York. En la alfombra roja de los Grammy de 2007, le preguntaron a Mayer sobre su relación con Simpson, respondiendo él en japonés para esquivar la pregunta. A pesar de que algunas traducciones inicialmente estuvieron en conflicto, él dijo, Jessica es una mujer encantadora, y estoy contento de estar con ella. Sin embargo, la pareja terminó en mayo de 2007. Él comenzó a salir con la actriz Minka Kelly en septiembre de 2007. Durante 2008 y comienzos de 2009 mantuvo una relación con la actriz Jennifer Aniston. Tuvo una relación con la cantante estadounidense Taylor Swift, 12 años más joven. Ella habla de esa relación en la canción "Dear John", de su álbum Speak Now, en la que se arrepiente totalmente de haber salido con él dada la diferencia de edad. Salió con Katy Perry desde el año 2012 hasta el año 2014, y con ella hizo una canción, "Who You Love".
Mayer divide su tiempo entre su hogar en los suburbios de Los Ángeles (con su compañero de cuarto e ingeniero de sonido Chad Franscoviak) y su apartamento en el barrio del SoHo de la ciudad de Nueva York. Actualmente cuenta con una propiedad en Montana, con la finalidad de alejarse de las grandes ciudades y tener un descanso.
Posee una gran variedad de guitarras de la marca Fender, así como modelos de edición limitada como la Fender SRV Number 1 y la Fender prototype reverse Headstock.

## Discografía

### Álbumes
- Inside Wants Out - 1999
- Room for Squares - 2001
- Heavier Things - 2004
- Continuum - 2006
- Where The Light Is (Live) - 2008
- Battle Studies - 2009
- Born and Raised - 2012
- Paradise Valley - 2013
- The Search For Everything - 2017
- Sob Rock - 2021

## Premios

### Premios Grammy
Los Premios Grammy son otorgados anualmente por la Academia Nacional de Arte y Ciencia estadounidense. Mayer ha ganado siete premios de 15 nominaciones.
| Año  | Adjudicatario                                      | Categoría                                                               | Resultado |
| ---- | -------------------------------------------------- | ----------------------------------------------------------------------- | --------- |
| 2003 | John Mayer                                         | Mejor Nuevo Artista                                                     | Nominado  |
| 2003 | "Your Body Is a Wonderland"                        | Mejor Actuación Masculina Pop                                           | Ganó      |
| 2005 | "Daughters"                                        | Canción del Año                                                         | Ganó      |
| 2005 | "Daughters"                                        | Mejor Actuación Masculina Pop                                           | Ganó      |
| 2007 | Continuum                                          | Álbum del Año                                                           | Nominado  |
| 2007 | Continuum                                          | Mejor Álbum Pop en Voz                                                  | Ganó      |
| 2007 | Try!                                               | Mejor Álbum de Rock                                                     | Nominado  |
| 2007 | "Waiting on the World to Change"                   | Mejor Actuación Masculina Pop                                           | Ganó      |
| 2007 | "Route 66"                                         | Mejor Actuación Rock Masculina                                          | Nominado  |
| 2008 | "Belief"                                           | Mejor Actuación Masculina Pop                                           | Nominado  |
| 2009 | "Say"                                              | Mejor Actuación Masculina Pop                                           | Ganó      |
| 2009 | "Say"                                              | Mejor Canción Escrita para una Película, Televisión u Otro Medio Visual | Nominado  |
| 2009 | "Gravity"                                          | Mejor Actuación Rock Masculina                                          | Ganó      |
| 2009 | "Lesson Learned"                                   | Mejor Colaboración Pop en Voz                                           | Nominado  |
| 2009 | Where the Light Is: John Mayer Live in Los Angeles | Mejor Vídeo Largo Musical                                               | Nominado  |

### Otros premios y nominaciones
| Año  | Premio                                          | Categoría |
| ---- | ----------------------------------------------- | --- |
| 2002 | MTV Video Music Awards                          | - Mejor Nuevo Artista en el Vídeo para "No Such Thing" – nominado |
| 2002 | Orville H. Gibson Guitar Awards                 | - Premio Les Paul Horizon (Mejor Guitarrista Prometedor) |
| 2002 | VH1 Big in 2002 Awards                          | - Premio Can't Get You Out of My Head por "No Such Thing" |
| 2002 | Pollstar Concert Industry Awards                | - Mejor Artista Nuevo en Giras |
| 2003 | 20th Annual ASCAP Awards                        | - ASCAP Pop Award – "No Such Thing" (compartido con Clay Cook) Premiado a escritores de canciones y editores de las canciones más interpretadas en el repetorio de ASCAP para el período del premio             |
| 2003 | 31st Annual American Music Awards               | - Artista Masculino Favorito – Pop or Rock 'n Roll Music |
| 2003 | 15th Annual Boston Music Awards                 | - Acto del Año - Vocalista Masculino del Año - Canción del Año para "Your Body Is a Wonderland" |
| 2003 | MTV Video Music Awards                          | - Mejor Video Masculino |
| 2003 | Radio Music Awards                              | - Artista Adulto Moderno Contemporáneo en Radio del Año - Mejor Canción Enganchadora para "Your Body Is a Wonderland"                                                                                           |
| 2003 | Teen People Awards                              | - Elección Musical - Artista Masculino - Elección Musical - Álbum para Any Given Thursday |
| 2003 | Danish Music Awards                             | - Mejor Artista Nuevo |
| 2004 | BDS Certified Spin Awards March 2004 recipients | - Llegó a 100,000 giras para "Why Georgia" |
| 2005 | 33rd annual American Music Awards               | - Adulto Contemporáneo: Artista Favorito |
| 2005 | World Music Awards                              | - Mejor Artista Rock Vendiendo |
| 2005 | People's Choice Awards                          | - Artista Favorito Masculino |
| 2007 | 35th Annual American Music Awards               | - Música Adulta Contemporánea - nominado |
| 2007 | 23rd Annual TEC Awards                          | - Producción Tour Sound (para la gira Continum) - Producción del álbum/Canción o Sencillo (para la producción en "Waiting on the World to Change") - Producción del álbum/Álbum (de la producción en Continuum) |